# 土曜音楽パラダイス
土曜音楽パラダイス（どよう おんがくパラダイス）は、NHKラジオ第1放送の音楽番組である。

## 概要
元々1995年度から毎週土曜日に放送されていた「音楽夢倶楽部」（総合テレビで2005年度から木曜深夜に放送された、ほぼ同名タイトルの「音楽・夢くらぶ」とは異なる）がスタートして10年になるのをきっかけに番組をリニューアルすることにし、これまでの土曜日19時30分スタートの85分から20時05分スタートの50分に時間を縮小して放送することになった。
毎回ミュージシャンをスタジオに招き、その人の代表的な楽曲の紹介（生演奏も）や、秘話、その人の素顔などのトークで展開していった。
2006年4月から「今夜も大入り!渋谷・極楽亭」として、落語と音楽を一体化した番組に移行した。

## 出演者
- メインパーソナリティ：古谷敏郎
- ホスト（パートナー、隔週ローテーション）
  - 森口博子（女優・歌手）
  - 遠藤久美子（女優）